# Memorial Hubert Wagner 2011
Il IX Memorial Hubert Wagner si è svolto dal 26 al 28 agosto 2011 a Katowice, in Polonia. Al torneo hanno partecipato 4 squadre nazionali e la vittoria finale è andata per la prima volta all'Italia.

## Classifica finale
| Pos | Squadra   | Rosa |
| --- | --------- | --- |
|     | Italia    | Formazione: 2 Kovář, 3 Parodi, 6 Barone, 7 Łasko, 9 Zaytsev, 10 Boninfante, 11 Savani, 12 Buti, 13 Travica, 14 Giovi, 15 Birarelli, 18 Sabbi, CT: Berruto                    |
|     | Russia    | Formazione: 1 Il'inych, 2 Žigalov, 3 Apalikov, 4 Chtej, 5 Grankin, 8 Birjukov, 9 Sokolov, 12 But'ko, 13 Muserskij, 17 Michajlov, 18 Aleksandr Volkov, 19 Komarov, CT: Alekno |
|     | Rep. Ceca | Formazione: 2 Popelka, 6 P. Konečný, 8 Kryštof, 9 Hudeček, 11 Hrazdíra, 12 Veselý, 14 Zapletal, 15 Štokr, 16 Pláteník, 17 D. Konečný, 18 Ticháček, CT: Svodoba               |
| 4   | Polonia   | |